# Kelina
Kelina (łac. khellinum) – organiczny związek chemiczny, pochodna chromonu (1,4-benzopironu) i furanu. Ma właściwości lipofilowe. Powoduje poszerzanie naczyń krwionośnych. Występujące w aminku egipskim.

## Zastosowanie
W medycynie stosowana jest ze względu na swoje działanie – rozkurczowe na mięśnie gładkie oskrzeli, jelit i macicy oraz rozszerza naczynia wieńcowe. Przy wielokrotnym stosowaniu może wywołać objawy nietolerancji i nudności, brak łaknienia, ból głowy, świąd skóry a niekiedy bezsenność. Jest składnikiem wielu preparatów krajowych i zagranicznych. Wchodziła w skład nieprodukowanych już leków: Kellotetryt (Polfa) – stosowanego w niewydolności wieńcowej – a także w skład tabletek Wikalina (Polfa), stosowanych dawniej w chorobie wrzodowej żołądka i dwunastnicy oraz przewlekłym nadkwaśnym nieżycie ze stanami skurczowymi żołądka i jelit.